# Pivara
Pivara (en serbe cyrillique : Пивара) est une municipalité de Serbie située dans le district de Šumadija. Elle fait partie des cinq municipalités qui forment la ville de Kragujevac. En 2002, elle comptait 49 154 habitants.

## Localités de la municipalité de Pivara

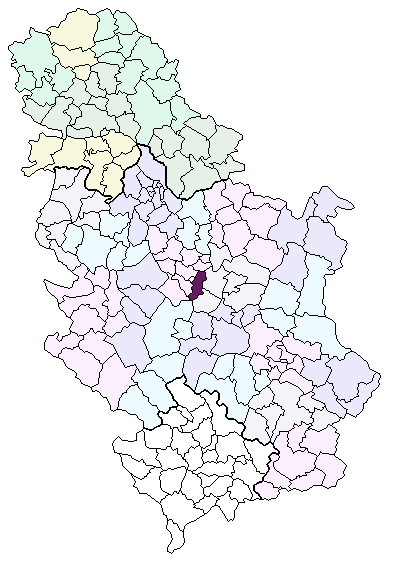
Localisation de la municipalité de Pivara en Serbie

La municipalité de Pivara compte 15 localités :
| Localité               | Population | Superficie (ha) |
| ---------------------- | ---------- | --------------- |
| Kragujevac (en partie) | 42 388     | 2 214           |
| Baljkovac              | 621        | 847             |
| Botunje                | 649        | 1 314           |
| Bukorovac              | 229        | 1 433           |
| Velika Sugubina        | 284        | 2 034           |
| Velike Pčelice         | 673        | 4 073           |
| Gornja Sabanta         | 839        | 1 490           |
| Gornje Komarice        | 322        | 1 841           |
| Donja Sabanta          | 651        | 2 517           |
| Donje Komarice         | 545        | 2 782           |
| Dulene                 | 218        | 2 567           |
| Jabučje                | 154        | 523             |
| Korman                 | 692        | 774             |
| Maršić                 | 294        | 882             |
| Trmbas                 | 595        | 556             |
| Total                  | 49 154     | 25 847          |

Toutes ces localités sont officiellement classées parmi les « villages » (село/selo) de Serbie.